# Neuweiler (Sulzbach/Saar)

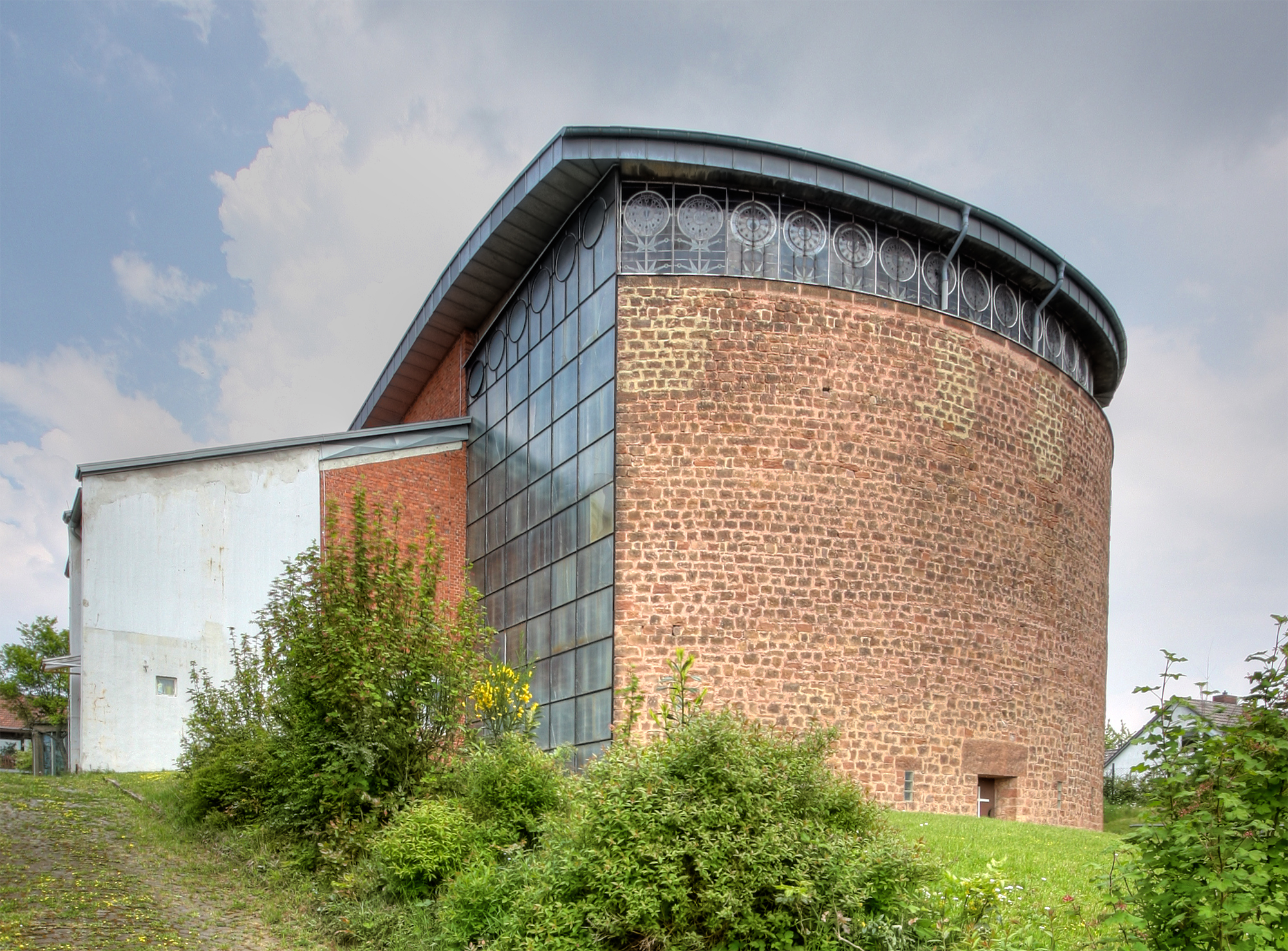
Die denkmalgeschützte Kirche St. Hildegard

Neuweiler ist der zweitgrößte Stadtteil von Sulzbach/Saar im Regionalverband Saarbrücken, Saarland.

## Lage
Neuweiler liegt im Süden des Stadtgebietes an der Stadtgrenze zu St. Ingbert auf und an den Hängen des Höhenrückens zwischen Sulzbach- und Scheidtertal.

## Geschichte
Entstanden ist Neuweiler in der Umgebung des im Jahre 1712 errichteten Neuweiler Hofes. Aus diesem Grund wird der Ort heute noch „de Hof“ genannt.
Neuweiler wurde 1876 nach Sulzbach eingemeindet.
Ab 1952 begann die Stadt in den Neuweiler Bruchwiesen einzelne Grundstücke zu erwerben, um sie für industrielle Zwecke zu erschließen.

## Kultur und Sehenswürdigkeiten
Der nahe gelegene Brennende Berg, der von Goethe besucht wurde und in Dichtung und Wahrheit beschrieben ist, ist auch heute noch eine Sehenswürdigkeit.

### Bauwerke
Ein markantes Bauwerk in Neuweiler ist die in den Jahren 1956 bis 1957 nach Plänen von Gottfried Böhm errichtete katholische Kirche St. Hildegard. Sie ist in der Denkmalliste des Saarlandes als Einzeldenkmal aufgeführt.
Siehe auch: Liste der Baudenkmäler in Sulzbach/Saar

## Wirtschaft und Infrastruktur
Am Rande von Neuweiler liegt das bedeutendste Industrie- und Gewerbegebiet der Stadt Sulzbach, in dem rund 40 Betriebe angesiedelt sind.

### Verkehr
Durch Neuweiler verlaufen zwei Buslinien:
| Linie | Linienverlauf                                    | Takt         | Anbieter         |
| ----- | ------------------------------------------------ | ------------ | ---------------- |
| 150   | Saarbrücken – Universität – Neuweiler – Sulzbach | unregelmäßig | Aloys Baron GmbH |
| 160   | Dudweiler – Sulzbach – Neuweiler – St. Ingbert   | 60 min.      | Aloys Baron GmbH |